# Mudschir ad-Din
Mudschir ad-Din (arabisch مجير الدين العليمي, DMG Muǧīr ad-Dīn al-ʿUlaimī; * 1456 in Jerusalem; † 1522 ebenda) war ein Jerusalemer Richter und arabischer Historiker.

## Name
Wie in der arabischen Welt üblich, wurde auch bei Mudschir ad-Din der Name durch Ehrennamen und Aufzählung der Vorfahren und Nachkommen verlängert.
So entstanden unter Anderen die folgenden Varianten:
- arabisch مجير الدين الحنبلي العليمي, DMG Muǧīr ad-Dīn al-Ḥanbalī al-ʿUlaimī ‚Mudschir ad-Din der Hanbalit der Kenntnisreiche‘
- arabisch مجير الدين أبو اليمن عبد الرحمن بن محمد بن عبد الرحمن العليمي الحنبلي, DMG Muǧīr ad-Dīn Abū l-Yumn ʿAbd ar-Raḥmān b. Muḥammad b. ʿAbd ar-Raḥmān al-ʿUlaimī al-Ḥanbalī
- arabisch مجير الدين عبد الرحمن بن محمد بن عبد الرحمن العمري العليمي المقدسي الحنبلي, DMG Muǧīr ad-Dīn ʿAbd ar-Raḥmān b. Muḥammad b. ʿAbd ar-Raḥmān al-ʿUmarī al-ʿUlaimī al-Maqdisī al-Ḥanbalī

Abkürzend wurden folgende Namen benutzt:
- arabisch مجير الدين, DMG Muǧīr ad-Dīn
- arabisch العليمي, DMG al-ʿUlaimī ‚der Kenntnisreiche‘

## Leben
Mudschir ad-Din entstammte der Familie der Quttaina, vormals al-Hanbali-Familie. Im Alter von 10 Jahren konnte Mudschir ad-Din bereits den Koran auswendig. Er studierte die Hadithe und erhielt mit 11 Jahren dafür die Lehrbefähigung.
Außer in Jerusalem studierte er auch in Kairo. Schon Mudschir ad-Dins Vater war Rechtsgelehrter in verschiedenen palästinensischen Städten. Mudschir ad-Din folgte ihm und wurde Richter in Jerusalem, Hebron, Ramallah und Nablus.

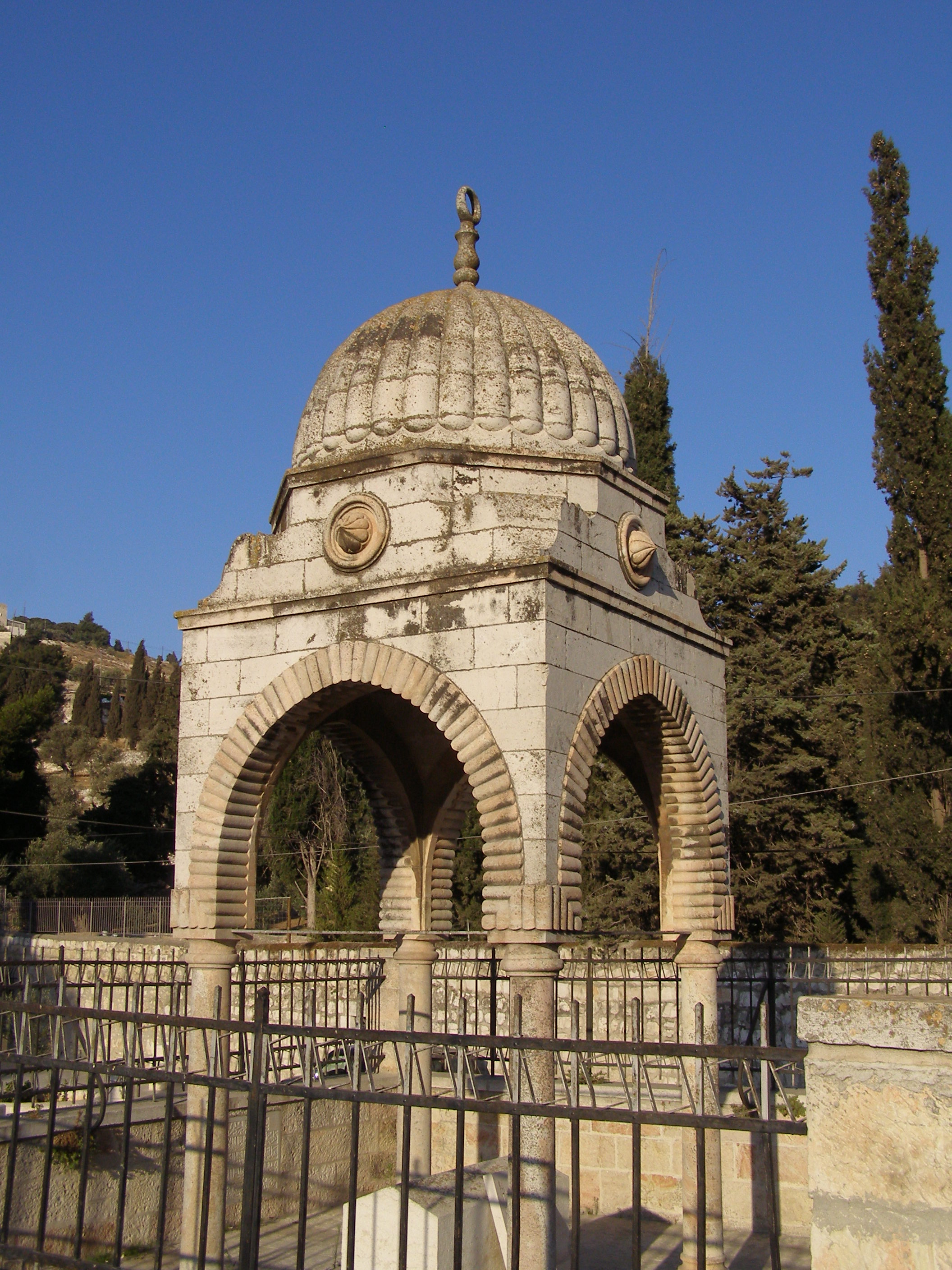
Grab von Mudschir ad-Din

## Grab
Sein Grab ⊙ befindet sich in Jerusalem in der Nähe des Mariengrabes ⊙.
Es ist eine kleine Kuppel, die auf vier Marmorsäulen ruht.
Das Grab wurde 1927 erbaut.
Es befand sich ursprünglich auf dem al-Asbat-Friedhof.
Bei einer Verbreiterung der Straße 1942 wurde es an seinen heutigen Platz verlegt.
Einige Historiker lokalisieren sein Grab auf dem Mamilla-Friedhof ⊙.

## Ehrungen
Eine Straße in Jerusalem ist nach Mudschir ad-Din benannt ⊙.
In Nablus befindet sich ein Schrein ⊙ zur Erinnerung an Mudschir ad-Din.
Außerdem wurde auch in Nablus in der Nähe dieses Schreins eine Straße ⊙ nach ihm benannt.

## al-Haram asch-Scharif oder al-Aqsa
Mudschir ad-Din drückte in seinen Schriften die Ansicht aus, dass der gesamte Tempelberg arabisch الحرم الشريف al-haram asch-scharif, DMG al-ḥaram aš-šarīf ‚das edle Heiligtum‘ mit all seinen Gebäuden eine große Moschee darstellt, die den Namen al-Aqsa trägt.
Das Gebäude im Süden des Tempelberges, das auch als al-Aqsa-Moschee bezeichnet wird, benannte er als “al-Dschamiʿ al-Kabir al-Qibli” (Die große Freitagsmoschee).
Allerdings benutzt er in seinen Schriften auch für dieses Gebäude meistens die Bezeichnung al-Aqsa.

„Wahrlich, Al-Aqsa ist ein Name für die gesamte Moschee
umgeben von der Mauer, deren Länge und Breite hier erwähnt wurden.
Es ist der Name für das Gebäude, das im südlichen Teil dieser Moschee steht
und die anderen Gebäude wie der Felsendom und Portiken, Treppen, Tore und anderen Gebäude.“

Mudschir ad-Din schreibt bei seiner Beschreibung des Tempelberges im Kapitel Dimensionen der Moschee, Länge und Breite unter dem Punkt Bemerkungen:

„... man bezeichnet mit dem Namen al-Aqsa die gebaute Moschee im Süden des heiligen Bezirks.
... In Wirklichkeit ist al-Aqsa der Name der gesamten Moschee, d. h. des gesamten Platzes zwischen den Mauern,
... auf dem sich der Felsendom, die Portiken usw. befinden.“

Beim Ausmessen der Größe der al-Aqsa-Moschee maß Mudschir ad-Din von jeweils von der Innenseite der nördlichen bis zur Innenseite der südlichen Mauer des Tempelberges und entsprechend von der Innenseite der westlichen bis zur Innenseite der östlichen Mauer.
Die Außenmauern des Tempelberges betrachtete er also nicht als zur al-Aqsa gehörig.
Die Islamische Theologie geht bei der Gleichsetzung von Tempelberg mit al-Aqsa-Moschee von der Sure 17,1 (Nachtreise Mohammeds) aus:

«سُبۡحَٰنَ  ٱلَّذِیٓ  أَسۡرَىٰ  بِعَبۡدِهِۦ  لَيۡلًۭا  مِّنَ  ٱلۡمَسۡجِدِ  ٱلۡحَرَامِ  إِلَى  ٱلۡمَسۡجِدِ  ٱلۡأَقۡصَا  ٱلَّذِی  بَٰرَكۡنَا  حَوۡلَهُۥ  لِنُرِيَهُۥ  مِنۡ  ءَايَٰتِنَآۗ  إِنَّهُۥ  هُوَ  ٱلسَّمِيعُ  ٱلۡبَصِيرُ»

„subḥāna   llaḏī   asrā   bi-ʿabdihi   lailan   mina   l-masǧidi   l-ḥarāmi   ila   l-masǧidi   l-ʾaqṣā   llaḏī   bāraknā   ḥaulahu   li-nuriyahu   min   āyātinā   ʾinnahu   huwa   s-samīʿu   l-baṣīru“

„Gepriesen sei der, der mit seinem Diener (d.h. Mohammed) bei Nacht von der heiligen Kultstätte (in Mekka) nach der fernen Kultstätte (in Jerusalem) deren Umgebung wir gesegnet haben, reiste, um ihn etwas von unseren Zeichen sehen zu lassen (w. damit wir ihn etwas von unseren Zeichen sehen lassen) ! Er (d.h. Gott) ist der, der (alles) hört und sieht.“

Dabei wird aufgrund verschiedener Hadithe die erwähnte ferne Kultstätte mit dem Tempelberg oder sogar mit ganz Jerusalem (arabisch بيت المقدس, DMG beit al-maqdis ‚Haus des Heiligen‘) gleich gesetzt.
Diese Betrachtungsweise wurde auch 2013 von Jordanien im Jordanian-Palestinian Agreement to Jointly Defend al-Masjid al-Aqsa in Abschnitt C. ausgedrückt.

“C. Recalling the unique religious importance, to all Muslims, of al-Masjid al-Aqsa with its 144 Dunums, which include the Qibli Mosque of al-Aqsa, the Mosque of the Dome of the Rock and all its mosques, buildings, walls, courtyards, attached areas over and beneath the ground and the Waqf properties tied-up to al-Masjid al-Aqsa, to its environs or to its pilgrims (hereinafter referred to as "Al-Haram Al-Sharif")”

„C. Wir erinnern an die einzigartige religiöse Bedeutung der al-Aqsa-Moschee für alle Muslime mit ihren 144000 m², zu denen die al-Aqsa-Qibli-Moschee, die Moschee des Felsendoms und all ihre Moscheen, Gebäude, Mauern, Innenhöfe, angrenzende Bereiche über und unter der Erde und die Waqf-Liegenschaften, die mit der al-Aqsa-Moschee, ihrer Umgebung und ihren Pilgern verbunden sind gehören (im Folgenden als "al-Haram asch-Scharif" bezeichnet)“

## Werke
Mudschir ad-Dins Hauptwerk ist eine Geschichte von Jerusalem und Hebron, erschienen 1495: arabisch الأنس الجليل بتاريخ القدس والخليل, DMG al-Uns al-Ǧalīl bi-tārīḫ al-Quds wa-l-Ḫalīl ‚Große Menschen in der Geschichte von Jerusalem und Hebron‘.
Die teilweise Übersetzung von Henry Sauvaire ins Französische ist frei verfügbar:
- Henry Sauvaire (Übersetzer): Histoire de Jérusalem et d'Hébron depuis Abraham jusqu'à la fin du XVe siècle de J.-C.: fragments de la Chronique de Moudjir-ed-dyn, 1876, online.